# Clément Serpeille de Gobineau
Clément Serpeille de Gobineau, né le 25 mai 1886 à Paris et mort le 27 mai 1944 à Sartrouville, est un homme de lettres et propagandiste antisémite et collaborationniste français.

## Biographie
Né le 25 mai 1886 au no 64 de la rue Nicolo, dans le 16e arrondissement de Paris, Maxime Louis Jean Clément Serpeille est le fils de Maxime Serpeille (1858-1930), journaliste au Gaulois, et de Christine de Gobineau (1857-1944), fille d'Arthur de Gobineau, auteur de l’Essai sur l'inégalité des races humaines.
Pacifiste après la Première Guerre mondiale, Clément Serpeille de Gobineau adhère à des associations de soutien à la Société des Nations. En 1931, il prône une entente étroite et une collaboration économique entre la France, l'Allemagne et l'Italie.
Passionné par l’œuvre de son grand-père maternel, qu'il s'efforce de réhabiliter, Clément Serpeille de Gobineau rédige à son sujet un article pour un numéro spécial de la revue Europe en octobre 1923. Au cours des années 1930, il édite différents écrits de son aïeul.
Complaisant à l'égard de l'Allemagne nazie, à la fois par pacifisme et par sympathie envers un régime raciste qui s'inspire en partie du « gobinisme », Serpeille de Gobineau collabore au Völkischer Beobachter avant la Seconde Guerre mondiale et rédige un petit journal ronéotypé, Notre Peuple. En septembre 1933, il a assisté au Congrès du parti nazi à Nuremberg. Le 23 juin 1939, ces activités pro-nazies lui valent une première perquisition, qui confirme ses liens avec la propagande du Troisième Reich.
Le 6 juin 1940, il est arrêté, en même temps que d'autres journalistes et écrivains pro-nazis, Robert Fabre-Luce, Alain Laubreaux, Charles Lesca, Pierre Mouton et Thierry de Ludre, en tant que suspect d'atteinte à la sûreté de l’État. Incarcéré à la Santé, il est évacué le 12 juin vers le camp des Groues, près d'Orléans, la capitale étant sur le point d'être prise par les Allemands. Au cours des jours suivants, Serpeille et ses codétenus sont transférés au camp d'Avord puis à celui de Gurs. Le 12 août, il bénéficie d'une ordonnance de non-lieu.
Après sa libération, Serpeille de Gobineau donne des conférences et rédige la préface d'un ouvrage antisémite d'André Chaumet. En février 1941, il adhère au Rassemblement national populaire, le parti collaborationniste fondé par Marcel Déat. La même année, il devient le président du comité d'honneur de l'Institut d'étude des questions juives et commence à faire paraître plusieurs articles dans Paris-Soir.
Le 27 mai 1944, Serpeille de Gobineau meurt dans le bombardement d'un train qui circulait entre Paris et Maisons-Laffitte. Son acte de décès porte la mention « Mort pour la France » par décision du secrétariat général aux Anciens combattants en date du 1er février 1945.